# Aparejo (náutica)

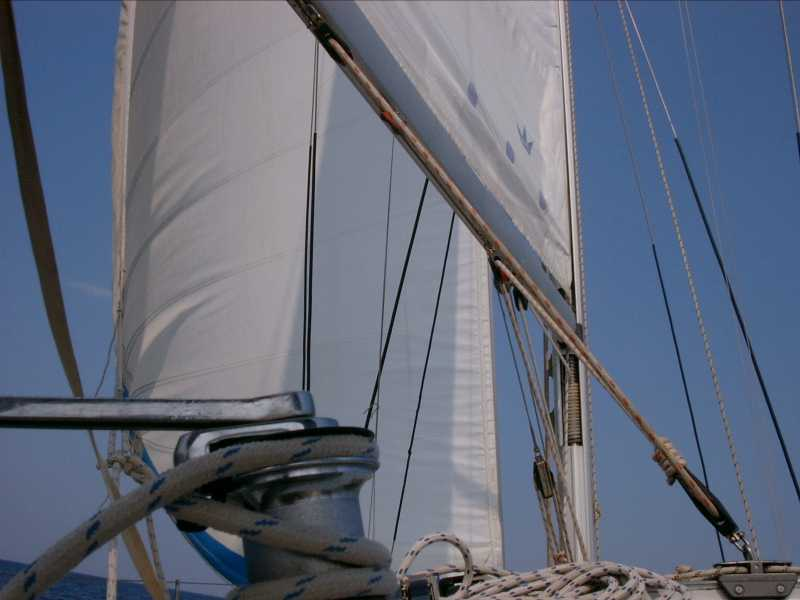
Desde la antigüedad hasta nuestros días, el hombre ha buscado el modo de optimizar el uso del viento para sus naves mediante la mejora de los aparejos.

En náutica, el aparejo es el conjunto de palos, vergas, jarcias y velas que le permiten a la embarcación ponerse en movimiento aprovechando el movimiento del aire que los impulsa (viento).
La fuerza del viento se transmite directamente sobre las velas. Estas lo transmiten a las velas, al palo y a la jarcia, según las velas y cómo estén dispuestas. El conjunto transmite el empuje al casco del barco.

## Componentes de un aparejo

### Mástiles

Esquema básico de un mástil y sus jarcias muertas.

Los mástiles son grandes palos, rectos y verticales, clavados perpendicularmente en la cubierta y el cuerpo del barco, y que soportan el peso de la mayor parte del aparejo. Como es natural, las naves de mayor tamaño tienden a poseer un mayor número de mástiles. Están sujetos mediante jarcias muertas a los laterales del barco, lo que aumenta su estabilidad y su capacidad para soportar esfuerzos laterales.
Cuando se construyeron mástiles adicionales, fueron recibiendo los siguientes nombres:
- Palo trinquete, un mástil más cercano a la proa (adelantado) que el mástil principal o palo mayor.
- Palo de mesana es un palo situado detrás (más cerca de la popa) que el mástil principal o palo mayor.
- Palo de contramesana o buenaventura: en los barcos con cuatro mástiles verticales era el nombre que recibía el segundo mástil (además del de mesana) situado detrás del palo mayor.
- Palo bauprés, único mástil no vertical. Sobresale de la proa (formando entre 15° y 45° aproximadamente con la horizontal) y en él se engarzan las velas llamadas foques, triangulares. En el siglo XVIII el bauprés alcanzó tamaños casi tan grandes como el palo de trinquete.

### Vergas
Las vergas son palos engarzados transversalmente en los mástiles, a una determinada altura de la cubierta del barco. Su misión es servir de soporte a las velas cuadradas, sujetándolas por su lado superior o inferior. Cuando se recogen las velas, se recogen sobre las vergas, lo cual permite un despliegue rápido.
Las vergas y los mástiles conforman la arboladura de la embarcación.

### Velas

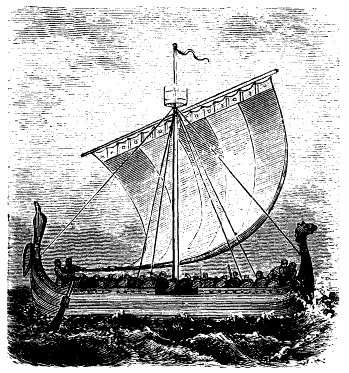
Un drakkar, embarcación típica vikinga, de sencillo aparejo.

Las velas son cuerpos planos y flexibles de lona o loneta que reciben directamente la acción del viento. Transmiten el empuje del viento a las vergas, quienes a su vez lo transmiten al mástil.
Las velas han adoptado diversas formas en función de las necesidades y técnicas náuticas de la época. Según el tipo de velas utilizadas, el aparejo puede recibir los siguientes nombres:
- Aparejo redondo: formado por velas de formas cuadradas (pueden ser llamadas redondas a pesar de su forma) o trapezoidales. El primero utilizado, es ideal para recibir el viento desde la popa, por su mayor superficie. Tiene el inconveniente de no poder ceñir el viento, es decir, navegar formando un ángulo menor de 90° respecto la dirección del viento.
- Aparejo latino: formado por velas de formas triangulares, de cuchillo, o áuricas. Surgió posteriormente. Las velas latinas permiten ceñir el viento, consiguiendo la navegación en contra de la dirección de este.

A partir de cierto tamaño y complejidad, los barcos montaban unos aparejos en combinación de los dos anteriores.

### Jarcias
Las jarcias son los cabos y cuerdas del barco, que sujetan o estabilizan el resto de los componentes del aparejo. Existen dos tipos de jarcias: la jarcia firme o muerta, que permanece fija y tensada a ambos lados de los mástiles para sujetarlos y proporcionarles mayor estabilidad lateral, y la jarcia móvil o de labor, formada por los cabos y cuerdas que pueden atarse y desatarse durante una maniobra. (ver Jarcia)

## Historia y evolución de los aparejos

### El aparejo en el Antiguo Egipto

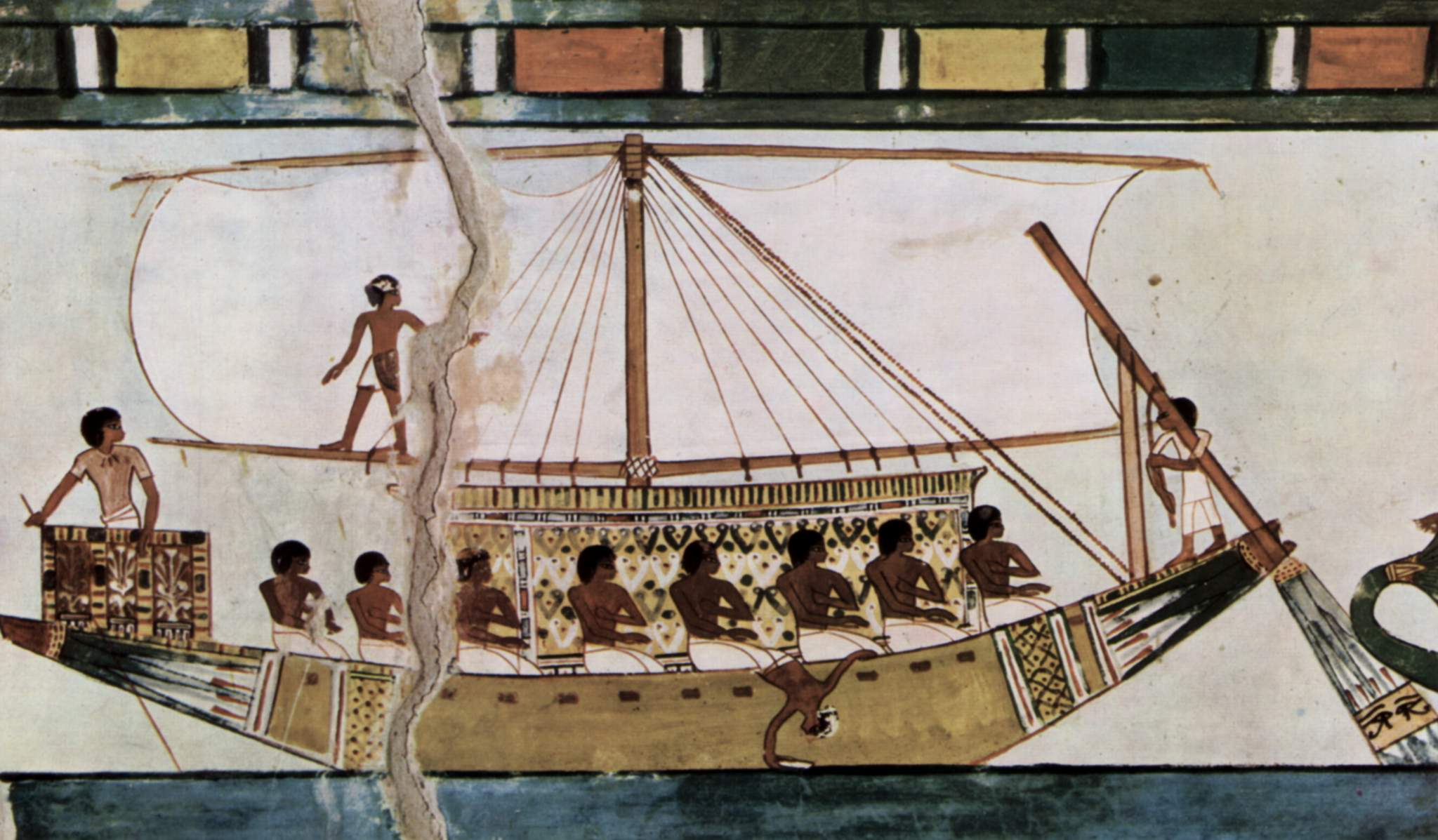
Pintura egipcia de la ciudad de Tebas.

Los primeros barcos aparejados para navegar con la fuerza del viento aparecen en el Antiguo Egipto, hacia el año 1300 a. C., para la navegación fluvial a lo largo del Nilo. Sobre un mástil central y una verga transversal, los egipcios montaron una vela cuadrada, ideal para la navegación con viento de popa. Dos remos en la parte lateral trasera (aleta) de los barcos permitían la dirección.
Se pudo llegar a prescindir de los remeros ya que en el valle del Nilo el viento suele soplar desde el norte (río arriba), y para navegar río abajo sólo tenían que dejarse llevar por la corriente.

### Navegación por el Mediterráneo

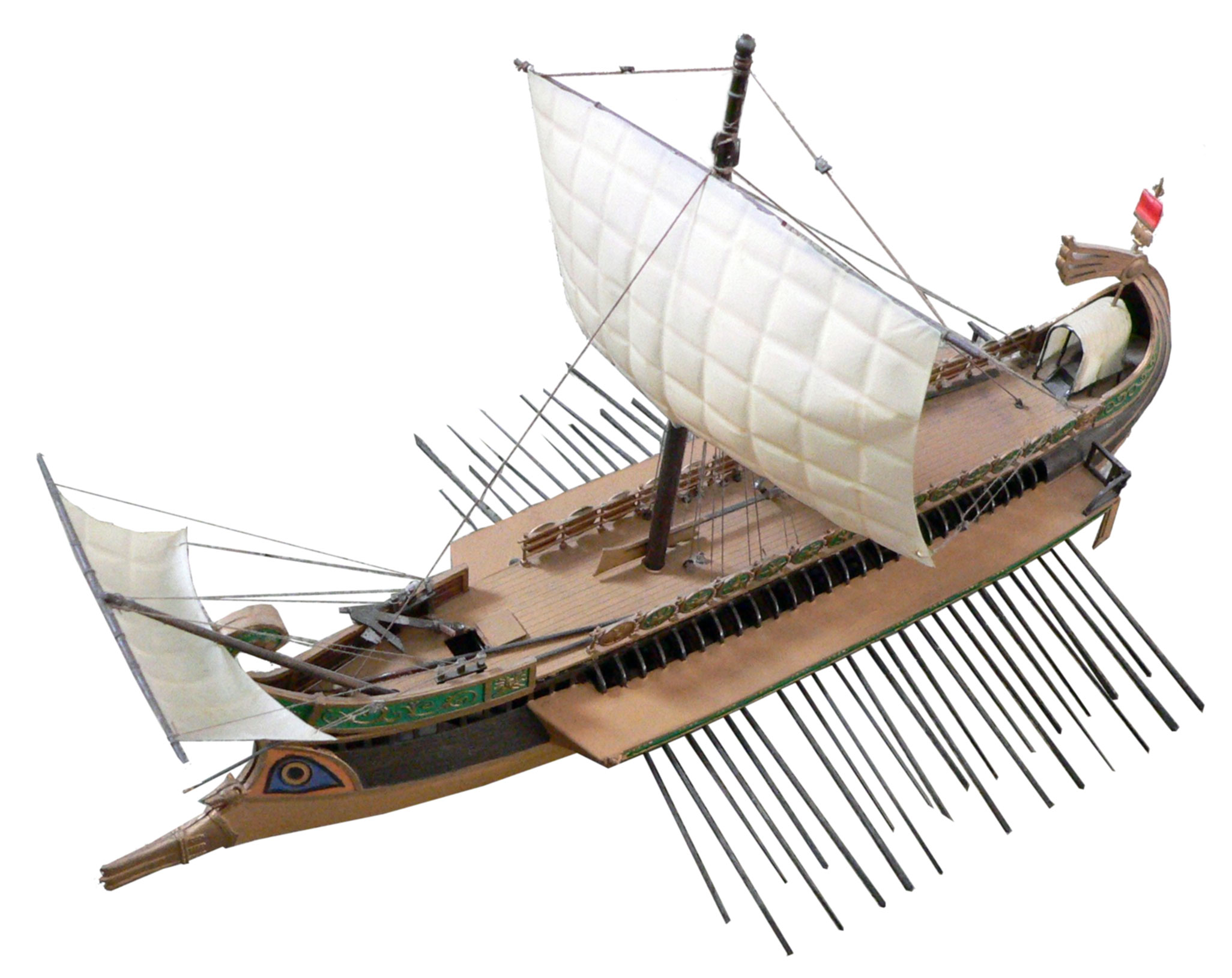
Modelo de nave birreme romana.

En la Antigüedad clásica la dependencia de los remos seguía siendo importante. En el Mediterráneo, siendo el barco domininante el trirreme y sus variantes (que ya solían contar con velas), los romanos inventaron un nuevo barco de guerra al que llamaron liburna, con sólo una o dos filas de remos y una gran vela cuadrada que permitía moverse con mayor rapidez si se contaba con viento favorable. Sin embargo, era difícil que un barco de este tipo se enfrentase a travesías largas sin remeros, ya que las velas cuadradas no permitían navegar en una dirección contraria al viento.
Durante la Edad Media fueron extendiéndose naves (coca) con aparejo latino o combinado, que en su mayor parte realizaban navegación de cabotaje (costera). De esta época cabe destacar:
- El drakkar vikingo: montaba una sola vela cuadrada, por lo que con vientos desfavorables se veían obligados a usar remos.
- El dromón bizantino: sustituyó como nave de guerra al trirreme romano. Montaba tres mástiles de aparejo latino. Aún tenía remos.
- La coca, existió durante cinco siglos (siglo XIII - siglo XVIII). Los primeros modelos montaban una única vela cuadrada, llegando a alcanzar los cuatro mástiles en el siglo XVIII, siempre con aparejos predominantemente redondos.
- El jabeque, evolución del drómón y la galera. Nave de aparejo exclusivamente latino, lo cual le concedía una agilidad ideal para ser usada por los corsarios y piratas berberiscos que la popularizaron.
- La galera medieval, típicamente mediterránea, que montaba un aparejo latino de dos mástiles. Conservaba sin embargo remos para asegurar abordajes rápidos en caso de viento flojo o nulo.

### El aparejo en la carabela y el galeón coloniales
En la época inmediatamente anterior al descubrimiento de América se produce un punto de inflexión en la evolución de la navegación a vela mediante la evolución de la carabela, aumentando su tamaño y resistencia para lograr la nao o carraca. Ésta podía montar un aparejo redondo o latino. Aumentó el tamaño de las naves y también el número de mástiles.
La dependencia de los remos fue cada vez menor, hasta llegar al punto de que pequeñas naves provistas de sus aparejos como único medio de propulsión, pudieran operar de forma autónoma en grandes travesías oceánicas, a veces durante años.
El galeón es modelo más representativo de la navegación en la época colonial. Montaba un aparejo de tres mástiles verticalés más un bauprés ya bastante grande, y contaba con algunas velas latinas entre una mayoría de cuadradas.

### Evolución en los siglosXVIIyXVIII

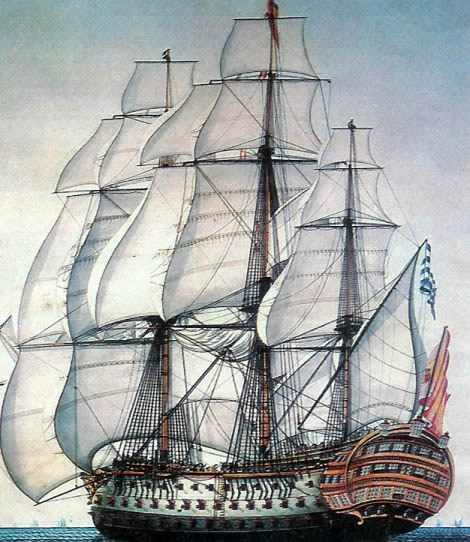
El navío español Santísima Trinidad (1769-1805), el barco de guerra fabricado en madera más grande de la Historia.

Durante los siglos XVII y XVIII, los barcos aumentaron de tamaño y pasaron a soportar aparejos mucho mayores. La evolución más llamativa respecto de épocas anteriores es la vela llamada estay, triangular, enganchada entre dos palos consecutivos (por ejemplo, entre el palo mayor y el trinquete).
En esta época la guerra naval alcanza gran trascendencia, por lo que proliferan los tratados y manuales teóricos sobre aparejos y aprovechamiento del viento. Las grandes navíos de línea y fragatas de esta época montaban sobre todo aparejos redondos, pero añadían también velas triangulares en los palos de mesana y bauprés (además de los estayes) que les permitían ceñir el viento en ángulos muy cerrados.
Tras esta época de esplendor y desarrollo de la navegación de vela, la aparición de la máquina de vapor sustituiría rápidamente a los aparejos tradicionales, que fueron cayendo en desuso hasta reducirse a una utilización únicamente deportiva o lúdica (embarcaciones de recreo).

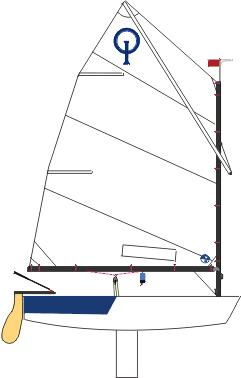
Actualmente los aparejos se construyen en materiales sintéticos y los hay que aprovechan el principio aeronáutico de la sustentación para impulsarse.

### El aparejo deportivo
En siglo XX los aparejos náuticos se ha beneficiado de muchos avances realizados por la industria aeronáutica. Muchas embarcaciones de recreo han sustituido las tradicionales velas flexibles de lona o loneta por otras más rígidas que, alineadas con el viento, toman impulso según el mismo principio físico que permite la sustentación en las alas de un avión. Estas embarcaciones son capaces de ceñir el viento de forma mucho más cerrada que cualquier vela flexible. Uno de los más utilizados es el aparejo Marconi.
El resto de los componentes de los aparejos náuticos mantienen su existencia y sus funciones, pero los materiales de fabricación han sufrido profundas modificaciones. En los mástiles y vergas, la madera dejó paso a otros materiales como acero, aluminio, y más recientemente fibras de vidrio o de carbono, que son más ligeras, fuertes y resistentes.

## Expresiones relacionadas

### Tipos de aparejo
- Aparejo real o de estrellera: el de grandes dimensiones para producir grandes efectos. En embarcaciones mayores, como navíos, fragatas, etc., va un aparejo real a cada banda de los dos palos mayores a cuya sujeción ayudan mientras no sirven para meter pesos. Asimismo se llaman de estrellera o simplemente estrellera los que penden de los masteleros y contribuyen a su sujeción y también el que las embarcaciones latinas llevan en los tercios de fuera de las entenas en lugar de otra.
- Aparejo de cabeza: en los faluchos, el que sirve para aguantar la cabeza del palo. También lo es el que se da a las cabrias en su extremo superior para asegurarlas.
- Aparejo de virador: el real que se da a los viradores de los masteleros a fin de aumentar la potencia para guindarlos.
- Aparejo de combés: el suelto de cuadernal y motón que se usa frecuentemente para varios objetos.
- Aparejo de estrinque o candeleton: el que está hecho firme junto al barrilete del estay mayor.
- Aparejo de lantia: el unido a un cabo grueso que pasa por un motón cosido al peso que se suspende.
- Aparejo de peñol: el que está hecho firme cerca de cada peñol de las vergas mayores para meter y sacar pesos a bordo.
- Aparejo de balance o de roli o rolin: el que sirve para sujetar las vergas en los balances.
- Aparejo de troceo o de troza: el que sirve para aguantar las trozas y atracar las vergas a sus respectivos palos.
- Aparejo de gata: el que sirve para suspender el ancla desde la superficie del agua a la serviola.
- Aparejo de caer o de tumbar: el real que sirve para dar de quilla.
- Aparejo de botar al agua: el conjunto de todo lo necesario para este objeto.
- Aparejo de carenar: el complejo de efectos y aparatos que se necesitan para dar de quilla o carenar a flote.
- Aparejo de banda: el que en la grada sirve para hacer brandar al buque.
- Aparejo de cenal: el que en los faluchos sirve para cargar la vela por alto.
- Aparejo falso: todo el que se da en ayuda de otro principal.
- Aparejo embestido: el que no tiene claros sus guarnes por haber tomado vuelta.
- Aparejo limpio, sencillo: se dice del conjunto de todo el pendiente del buque cuando está dispuesto con maestría, claridad y sencillez. En el caso contrario, se tilda de aparejo sucio.
- Aparejo pendiente: el conjunto de jarcias y velas que están en acción.
- Aparejo cangrejo: el de velas cangrejas.
- Aparejo de abanico: el de los botes u otras embarcaciones menores que llevan velas de abanico.
- Aparejo principal: el conjunto de las velas mayores y gavias.
- Aparejo de bolina: el que la posición de este nombre permite marear. En otra acepción es el que se da en la relinga de una vela para ayudar a bolinearla.
- Aparejo del medio: todo el velamen del palo mayor.
- Aparejo de proa: todo el velamen de los palos de trinquete y bauprés.
- Aparejo manejable: el número de velas moderado y de la cíase de más fácil manejo.

### Acciones
- Poder o no un aparejo con su beta: ser o no proporcionado el grueso del cabo al esfuerzo que ha de hacer el aparejo. Lo mismo se dice relativamente del efecto que ha de suspenderse cuando su peso no alcanza a dar al cabo toda la tensión de que es capaz.
- Enmendar un aparejo: separar de nuevo el cuadernal, cuadernales o motón cuando han llegado a juntarse por haberse estrechado los guarnes en la ejecución de alguna maniobra y volver a sujetar el cuadernal en paraje más avanzado del cabo, cadena u otro objeto sobre que se está obrando.
- Cerrar un aparejo a besar: halar de su beta hasta que se junten los dos cuadernales o el motón y cuadernal. En otra acepción, cerrar el aparejo es bracear las vergas por barlovento o aproximarlas más a la dirección perpendicular a la quilla.
- Recorrer el aparejo: dar una composición general a todo él, remediando lo que esté averiado o rozado, etc.
- Hacer el aparejo: marear el número y clase de velas que las circunstancias permiten o que pueden conducir al objeto que se propone en el momento y disponerlas convenientemente.
- Bolinear o ceñir el aparejo: bracear todo lo posible el aparejo por sotavento.
- Arranchar el aparejo: ceñir mucho el aparejo.
- Poner un aparejo por redondo: lo mismo, que bracearlo en cruz
- Poner un aparejo en facha o por delante y coger el aparejo en facha. Bracearlo para que el viento hiera en las velas por la cara de proa.
- Poner un aparejo en vela: bracearlo convenientemente pira que el viento hiera eu las velas por la cara do popa.
- Cambiar el aparejo. bracear y orientar alguno de ellos o su total, de la banda o del lado contrario al en que iba mareado.
- Descargar o levantar un aparejo. Bracear por sotavento un aparejo que está en facha hasta que quede al filo o beba el viento por el derecho o cara de popa.
- Asegurar el aparejo: moderar la vela; tomar rizos, o hacer otras maniobras convenientes para evitar averías en un viento duro o temporal.
- Hinchar el aparejo, (el viento); lo mismo que hinchar una vela.
- Medir el aparejo. disponer el aparejo convenientemente para llevar la misma velocidad que el buque o buques con quienes se navega.
- Poder o no el buque con el aparejo: se dice en dos sentidos: primero, con respecto al total de su arboladura y jarcias; segundo, con referencia al número y clase de velas que se llevan mareadas y en ambos significa faltarle la resistencia necesaria para soportar los esfuerzos de estos agentes por ser desproporcionados a sus dimensiones o estructura o bien por otras causas en el segundo caso
- Navegar con lodo aparejo: llevar largas todas las velas y navegar sobre tal aparejo, es llevar solo el de que se trate.[1]

## Clasificación de los barcos de vela por su aparejo
Tradicionalmente, los barcos de vela se califican de aparejados de  según el tipo de aparejo que llevaran. Para los distintos tipos de aparejo, se diferenciaban el número de palos, su tamaño relativo, su posición más o menos separada, su inclinación y las velas que cargaba cada uno. Es importante destacar que, siendo la navegación a vela un proceso en evolución, los nombres iban cambiando su significado con el tiempo. Cuando se contaban los palos de una embarcación, se ignoraba el bauprés, contándose, exclusivamente, los palos en posiciones más o menos cercanas a la vertical.

### Con un solo mástil
- Aparejo de balandra: La balandra lleva foques, vela cangreja y escandalosa, ocasionalmente, vela de gavia.
- Aparejo de balandra Marconi: Como la balandra, pero con vela Marconi en vez de cangreja y escandalosa.
- Aparejo de cúter: Como la balandra pero el palo está situado más a popa.
- Aparejo de falucho: El falucho lleva vela latina y, ocasionalmente, foques.

### Con dos mástiles
En el caso de los barcos de vela de dos mástiles, el mástil más pequeño recibe el nombre de [trinquete] o de [mesana] dependiendo de su localización, a proa o a popa, respectivamente, del mástil más grande.
- Aparejo de bergantín: El bergantín lleva foques, trinquete con velas cuadras (trinquete, velacho y juanete, al menos) y mayor con velas cuadras (mayor, gavia y juanete, al menos) y una cangreja, entre ambos palos lleva velas de estay. En ambos palos lleva cofas y crucetas.
- Aparejo de bergantín de esnón: Como el bergantín pero con la cangreja en una percha espacial ligeramente por detrás del palo mayor.[2]
- Aparejo de bergantín goleta: El bergantín goleta lleva foques, trinquete con velas cuadras (trinquete, velacho y juanete, al menos) y mayor con cangreja y escandalosa, entre ambos palos lleva velas de estay.
- Aparejo de bergantín hermafrodita: Véase aparejo de bergantín goleta.
- Aparejo de goleta: La goleta lleva foques, trinquete con cangreja y escandalosa, mayor con trinquete y escandalosa, entre ambos palos lleva velas de estay. En ambos palos lleva cofas y crucetas. Los dos palos están inclinados hacia la popa y son de dimensiones muy parecidas.
- Aparejo de goleta calva: Como la goleta pero sin escandalosas.
- Aparejo de goleta de gavia: Como la goleta pero con velas cuadras de gavia y velacho en mayor y trinquete respectivamente.
- Aparejo de goleta de velacho: Como la goleta pero con vela cuadra de velacho en el trinquete.
- Aparejo de queche: El queche lleva foques, mayor con cangreja y escandalosa, mesana con cangreja y escandalosa. El palo de mesana, mucho menor, está situado a proa de la cabeza del eje del timón.
- Aparejo de queche Marconi: Como el queche, pero sustituyendo las velas cangrejas y escandalosas de ambos palos por velas Marconi.
- Aparejo de yola: La yola lleva foques, mayor con cangreja y escandalosa, mesana con cangreja y escandalosa. El palo de mesana, mucho menor, está situado a popa de la cabeza del eje del timón.
- Aparejo de yola Marconi: Como la yola pero sustituyendo las velas cangrejas y escandalosas de ambos palos por velas Marconi.

### Con tres mástiles
- Aparejo de bergantín goleta de tres palos: El bergantín goleta de tres palos lleva foques, trinquete con velas cuadras (trinquete, velacho y juanete, al menos), mayor y mesana con cangreja y escandalosa, entre los tres palos hay velas de estay.
- Aparejo de bricbarca: Véase aparejo de corbeta.
- Aparejo de corbeta: Desde mediados del siglo XIX se denomina corbeta a una embarcación con foques, trinquete con velas cuadras (trinquete, velacho y juanete, al menos), mayor con velas cuadras (mayor, gavia y juanete, al menos) y mesana con cangreja y escandalosa, entre los tres palos hay velas de estay. Los tres palos disponen de cofas.

Ejemplo de barco aparejado de corbeta es el ballenero Charles W. Morgan, atracado en el puerto de Mystic Harbour.
- Aparejo completo: Véase aparejo de fragata.
- Aparejo de fragata: Desde mediados del siglo XIX se denomina fragata a una embarcación con foques, trinquete con velas cuadras (trinquete, velacho y juanete, al menos), mayor con velas cuadras (mayor, gavia y juanete, al menos) y mesana con velas cuadras (gavia y perico, al menos, ocasionalmente, una vela cuadra de mesana) y una cangreja, entre los tres palos hay velas de estay. En los tres palos, lleva cofas y crucetas. Se considera el aparejo modelo de los veleros de altura.

Ejemplos de barcos aparejados de fragata pueden ser: La fragata USS Constitution, normalmente atracada en el puerto de Boston; el clíper Cutty Sark; los dos barcos que protagonizan la película Master and Commander.
- Aparejo de jabeque: El jabeque lleva foques, trinquete inclinado hacia la proa, palo mayor en candela y mesana inclinado hacia la popa. Las tres velas llevan velas latinas, el puño de escota de la vela mesana iría envergado a un botalón que sobresalía por la popa. Durante el siglo XVIII (segunda mitad), la Armada española equipó a algunas de sus fragatas con este aparejo, es el denominado chambequín.
- Aparejo de lugre: El lugre lleva foques, velas al tercio en los tres palos y gavias volantes. El palo de mesana muy inclinado hacia la popa.
- Aparejo de navío: A partir de mediados del siglo XVII, como evolución del galeón, los navíos de línea adoptaron un aparejo con bauprés con tormentín (y envergado al mismo un juanete de bauprés), foques, trinquete con velas cuadras (trinquete, velacho y juanete, al menos), mayor (mayor, gavia y juanete, al menos) y mesana con vela latina (mesana) y gavia redonda, entre los tres palos hay velas de estay. En los tres palos, llevan cofas y crucetas. A partir de la década de 1700, comenzó a desaparecer el tormentín y, a lo largo del siglo XVIII, la vela latina de mesana fue convirtiéndose en una cangreja, dando lugar al aparejo de fragata, véase más arriba.
- Aparejo de místico: El místico lleva foques, velas místicas en trinquete y mayor, mesana con vela mística o vela huari.[3]
- Aparejo de polacra: La polacra (siglo XVIII-primeros del siglo XIX), lleva mástiles tiples, sin cofas, con velas cuadras en trinquete (trinquete, velacho y juanete) y mayor (mayor, gavia y juanete) y vela latina en el mesana. El puño de la escota de la vela de mesana iría envergado a un botalón que sobresaldría por la popa.

### Con cuatro o más mástiles
Desde el siglo XVI, los barcos adoptaron, con carácter general, un máximo de tres palos. Los barcos que se construyeron en el siglo XIX y XX con más palos, empleaban las denominaciones de barcos con menor número de palos y llamaban a los palos "extra" como "segundos mayores" o sucesivos números o como "segundos mesanas" o sucesivos. En general, estos navíos se construían imitando los palos de modelos de menor número.